# Euphrasia kashmiriana
Euphrasia kashmiriana är en snyltrotsväxtart som beskrevs av Herbert William Pugsley. Euphrasia kashmiriana ingår i släktet ögontröster, och familjen snyltrotsväxter. Inga underarter finns listade i Catalogue of Life.